# Paravilla opaca
Paravilla opaca är en tvåvingeart som beskrevs av Hall 1981. Paravilla opaca ingår i släktet Paravilla och familjen svävflugor. Inga underarter finns listade i Catalogue of Life.